# Arimaa
Arimaa(i/əˈriːmə/)는 표준 체스 세트로 플레이할 수 있도록 설계된, 컴퓨터에게는 어렵지만 사람이 배우기 쉽고 재미있게 플레이할 수 있도록 고안된 2인용 전략 보드 게임이다. 이 게임은 인공지능 분야에서 훈련받은 인도계 미국인 컴퓨터 엔지니어인 오마르 사이드(Omar Syed)가 1997년부터 2002년 사이에 발명했다. 사이드는 가리 카스파로프가 체스 컴퓨터 딥 블루에게 패배한 것에 영감을 받아 표준 체스 세트로 플레이할 수 있고 컴퓨터가 잘 플레이하기 어렵지만 당시 4살이던 아들 아미르(Aamir)가 이해할 만큼 규칙이 간단한 새로운 게임을 설계했다. ("아리마"는 "아미르"를 거꾸로 쓴 것에 "a"를 추가한 것이다.)
2004년부터 아리마 커뮤니티는 세 가지 연례 토너먼트를 개최했다: 세계 챔피언십 (인간만), 컴퓨터 챔피언십 (컴퓨터만), 그리고 아리마 챌린지 (인간 대 컴퓨터). 11년간 인간이 우세했지만, 2015년 챌린지는 컴퓨터(데이비드 우의 Sharp)가 결정적으로 우승했다.
아리마는 GAMES Magazine 2011년 최우수 추상 전략 게임, Creative Child Magazine 2010년 올해의 전략 게임, 그리고 2010년  Parents' Choice Approved Award을 포함한 여러 상을 받았다. 또한 여러 연구 논문의 주제가 되기도 했다.

## 규칙
아리마는 4개의 함정 칸이 있는 8×8 보드에서 플레이된다. 코끼리(가장 강함)부터 토끼(가장 약함)까지 6가지 종류의 말이 있다. 강한 말은 약한 말을 밀거나 당길 수 있으며, 강한 말은 약한 말을 얼린다. 말은 인접한 말이 없을 때 함정 칸으로 밀어 넣어 잡을 수 있다.
두 선수인 골드와 실버는 각각 16개의 말을 통제한다. 이들은 강한 순서부터 약한 순서까지: 코끼리 한 마리(), 낙타 한 마리(), 말 두 마리(), 개 두 마리(), 고양이 두 마리(), 그리고 토끼 여덟 마리 ()이다. 체스 세트를 사용할 때는 각각 킹, 퀸, 룩, 비숍, 나이트, 폰으로 나타낼 수 있다.
| \| \| \| \| \| \| \| \| \| \| \| \| \| \| \| \| \| \| \| \| \| \| \| \| \| \| \| \| \| \| \| \| \| \| \| \| \| \| \| \| \| \| \| \| \| \| \| \| \| \| \| \| \| \| \| \| \| \| \| \| \| \| \| \| \| \| \| \| \| \| \| \| |    |    |    |    |    |    |    |
| 다이어그램 1 플레이어는 자신의 홈 열에 원하는 대로 말을 배치하여 시작한다. |    |    |    |    |    |    |    |
| a8 | b8 | c8 | d8 | e8 | f8 | g8 | h8 |
| a7 | b7 | c7 | d7 | e7 | f7 | g7 | h7 |
| a6 | b6 | c6 | d6 | e6 | f6 | g6 | h6 |
| a5 | b5 | c5 | d5 | e5 | f5 | g5 | h5 |
| a4 | b4 | c4 | d4 | e4 | f4 | g4 | h4 |
| a3 | b3 | c3 | d3 | e3 | f3 | g3 | h3 |
| a2 | b2 | c2 | d2 | e2 | f2 | g2 | h2 |
| a1 | b1 | c1 | d1 | e1 | f1 | g1 | h1 |

### 목표
이 게임의 주된 목표는 자신의 색깔 토끼를 상대방의 홈 랭크, 즉 "목표"로 옮기는 것이다. 따라서 골드는 골드 토끼를 8번째 랭크로 옮기면 승리하고, 실버는 실버 토끼를 첫 번째 랭크로 옮기면 승리한다. 그러나 보드가 말로 가득 차 있을 때 토끼를 목표 라인까지 인도하기 어렵기 때문에 중간 목표는 상대방 말을 함정 칸으로 밀어 넣어 잡는 것이다.
게임은 상대방의 모든 토끼를 잡거나("제거") 상대방에게 합법적인 수를 박탈함으로써("무력화")도 이길 수 있다. 목표 달성에 비해 이러한 승리 방식은 드물다.

### 설정
게임은 빈 보드로 시작한다. 골드는 16개의 골드 말을 첫 번째와 두 번째 랭크에 어떤 구성으로든 배치한다. 그런 다음 실버는 16개의 실버 말을 일곱 번째와 여덟 번째 랭크에 어떤 구성으로든 배치한다. 다이어그램 1은 가능한 초기 배치 중 하나를 보여준다.
| \| \| \| \| \| \| \| \| \| \| \| \| \| \| \| \| \| \| \| \| \| \| \| \| \| \| \| \| \| \| \| \| \| \| \| \| \| \| \| \| \| \| \| \| \| \| \| \| \| \| \| \| \| \| \| \| \| \| \| \| \| \| \| \| \| \| \| \| \| \| \| \| |    |    |    |    |    |    |    |
| 다이어그램 2 이 다이어그램된 위치에서 골드의 차례라면 골드는 세 단계로 이길 수 있다: a6에 있는 개가 a7에 있는 토끼를 a8로 밀어 b7에 있는 토끼를 얼지 않게 하고, b7에 있는 토끼는 b8로 이동하여 승리한다.                |    |    |    |    |    |    |    |
| a8 | b8 | c8 | d8 | e8 | f8 | g8 | h8 |
| a7 | b7 | c7 | d7 | e7 | f7 | g7 | h7 |
| a6 | b6 | c6 | d6 | e6 | f6 | g6 | h6 |
| a5 | b5 | c5 | d5 | e5 | f5 | g5 | h5 |
| a4 | b4 | c4 | d4 | e4 | f4 | g4 | h4 |
| a3 | b3 | c3 | d3 | e3 | f3 | g3 | h3 |
| a2 | b2 | c2 | d2 | e2 | f2 | g2 | h2 |
| a1 | b1 | c1 | d1 | e1 | f1 | g1 | h1 |

### 이동
말이 보드에 배치된 후 플레이어는 골드부터 번갈아 가며 턴을 진행한다. 한 턴은 1~4개의 스텝으로 구성된다. 각 스텝에서 말은 한 칸 왼쪽, 오른쪽, 앞 또는 뒤로 비어 있는 칸으로 이동할 수 있지만, 토끼는 뒤로 이동할 수 없다. 턴의 스텝은 하나의 말로만 이루어지거나 여러 말 사이에 어떤 순서로든 분배될 수 있다.
턴은 위치에 순 변화를 만들어야 한다. 따라서 예를 들어, 같은 말로 한 칸 앞으로 갔다가 한 칸 뒤로 가는 식으로 턴을 넘겨 추크츠방을 회피할 수 없다. 또한, 자신의 턴은 이전에 두 번 생성된 것과 같은 위치에서 같은 플레이어가 이동하는 상황을 만들 수 없다. 이 규칙은 끝없는 루프를 방지하는 바둑의 반복 규칙과 유사하며, 끝없는 루프가 무승부로 간주되는 체스와는 대조적이다. 패스와 반복 금지는 아리마를 무승부가 없는 게임으로 만든다.

#### 밀고 당기기
위에 있는 초기 위치와 같은 게임의 두 번째 다이어그램은 나머지 이동 규칙을 설명하는 데 도움이 된다.
플레이어는 턴의 연속적인 두 스텝을 사용하여 네 방위 중 하나에서 인접한 더 강한 아군 말로 상대방 말을 이동시킬 수 있다. 예를 들어, 플레이어의 개는 상대방 토끼나 고양이를 이동시킬 수 있지만, 개, 말, 낙타 또는 코끼리는 이동시킬 수 없다. 더 강한 말은 인접한 약한 말을 당기거나 밀 수 있다. 당길 때, 더 강한 말은 빈 칸으로 이동하고, 그 말이 있던 칸은 약한 말이 차지한다. d5에 있는 실버 코끼리는 d4(또는 c5 또는 e5)로 이동하여 d6에 있는 골드 말을 d5로 당길 수 있다. 밀 때, 약한 말은 인접한 빈 칸으로 이동하고, 그 말이 있던 칸은 더 강한 말이 차지한다. d3에 있는 골드 코끼리는 d2에 있는 실버 토끼를 e2로 밀고 d2를 차지할 수 있다. d2에 있는 토끼는 d1, c2 또는 d3로 밀 수 없는데, 이 칸들이 비어 있지 않기 때문이다.
아군 말은 움직일 수 없다. 또한, 말은 동시에 밀고 당길 수 없다. 예를 들어, d3에 있는 골드 코끼리는 d2에 있는 실버 토끼를 e2로 동시에 밀고 c3에 있는 실버 토끼를 d3로 당길 수 없다. 코끼리는 더 강한 것이 없기 때문에 절대로 움직일 수 없다.

#### 얼리기
더 강한 상대 말에 인접한 말은 아군 말에 인접하지 않는 한 얼어붙는다. 얼어붙은 말은 소유자가 움직일 수 없지만, 상대방이 움직일 수 있다. 얼어붙은 말은 더 약한 다른 말을 얼릴 수 있다. a7에 있는 실버 토끼는 얼어붙어 있지만, d2에 있는 토끼는 실버 말에 인접해 있어서 움직일 수 있다. 마찬가지로 b7에 있는 골드 토끼는 얼어붙어 있지만, c1에 있는 골드 고양이는 그렇지 않다. a6와 b6에 있는 개들은 서로 강도가 같기 때문에 서로를 얼리지 않는다. 코끼리는 더 강한 것이 없기 때문에 얼어붙지 않지만, 코끼리는 봉쇄될 수 있다.

#### 포획
함정 칸으로 들어가는 말은 아군 말이 직교로 인접해 있지 않으면 잡혀서 게임에서 제거된다. 실버는 d5에 있는 코끼리로 d6에 있는 골드 말을 c6으로 밀어 포획할 수 있다. 함정 칸에 있는 말은 인접한 모든 아군 말이 자발적으로 또는 이동되어 멀어질 때 잡힌다. 따라서 c4에 있는 실버 토끼와 c2에 있는 실버 말이 멀어지면, 자발적으로든 이동되어서든, c3에 있는 실버 토끼는 잡힐 것이다.
말은 자발적으로 함정 칸으로 이동할 수 있으며, 이로 인해 잡히더라도 가능하다. 또한, 끌기 동작의 두 번째 단계는 끌기를 수행하는 말이 첫 번째 단계에서 잡히더라도 완료된다. 예를 들어, 실버는 f4에 있는 실버 토끼를 g4로 이동시킬 수 있고(더 이상 f3의 말을 지원하지 않도록), 그런 다음 f2에 있는 실버 말을 f3으로 이동시켜 말을 포획한다; 말의 이동은 f1에 있는 골드 토끼를 f2로 끌어올 수 있다.

## 전략과 전술
좋은 플레이에 대한 초보자적인 통찰을 얻으려면 아리마 위키북을 참조하시오.
두 차례 아리마 세계 챔피언을 지낸 칼 융케(Karl Juhnke)는 아리마 전술 및 전략 입문서인 Beginning Arimaa라는 책을 썼다. 또한 6차례 아리마 세계 챔피언을 지낸 장 달리골트(Jean Daligault)는 아리마 게임을 시작하여 개선하고 싶은 사람들을 위한 Arimaa Strategies and Tactics를 썼다.

## 연례 토너먼트

### 세계 챔피언십
2004년부터 매년 아리마 커뮤니티는 세계 챔피언십 토너먼트를 개최해왔다. 이 토너먼트는 인터넷을 통해 진행되며 누구나 참가할 수 있다. 역대 및 현 세계 챔피언 타이틀 보유자는 다음과 같다:
- 2004 – 독일의 프랑크 하인만
- 2005 – 미국의 칼 융케
- 2006 – 독일의 틸 비헤르스
- 2007 – 프랑스의 장 달리골트
- 2008 – 미국의 칼 융케
- 2009 – 프랑스의 장 달리골트
- 2010 – 프랑스의 장 달리골트
- 2011 – 프랑스의 장 달리골트
- 2012 – 일본의 다카하시 히로후미
- 2013 – 프랑스의 장 달리골트
- 2014 – 프랑스의 장 달리골트
- 2015 – 미국의 매튜 브라운
- 2016 – 미국의 매튜 브라운
- 2017 – 미국의 매튜 브라운
- 2018 – 미국의 매튜 크레이븐
- 2019 – 영국의 제롬 리치몬드
- 2020 – 미국의 매튜 브라운
- 2021 – 미국의 매튜 브라운
- 2022 – 영국의 제롬 리치몬드
- 2023 – 미국의 매튜 브라운
- 2024 – 미국의 매튜 브라운

### 세계 컴퓨터 챔피언십
2004년부터 2015년까지 매년 아리마 커뮤니티는 세계 컴퓨터 챔피언십 토너먼트를 개최했다. 이 토너먼트는 인터넷을 통해 진행되며 누구나 참가할 수 있다. 현 챔피언은 미국의 데이비드 우가 개발한 sharp이다. 역대 컴퓨터 세계 챔피언 타이틀 보유자는 다음과 같다:
- 2004 – 미국의 데이비드 포틀랜드가 개발한 Bomb
- 2005 – 미국의 데이비드 포틀랜드가 개발한 Bomb
- 2006 – 미국의 데이비드 포틀랜드가 개발한 Bomb
- 2007 – 미국의 데이비드 포틀랜드가 개발한 Bomb
- 2008 – 미국의 데이비드 포틀랜드가 개발한 Bomb
- 2009 – 캐나다의 제프 배처가 개발한 clueless
- 2010 – 스웨덴의 마티아스 헐트그렌이 개발한 marwin
- 2011 – 미국의 데이비드 우가 개발한 sharp
- 2012 – 스웨덴의 마티아스 헐트그렌이 개발한 marwin
- 2013 – 포르투갈의 리카르도 바레리아가 개발한 ziltoid
- 2014 – 미국의 데이비드 우가 개발한 sharp
- 2015 – 미국의 데이비드 우가 개발한 sharp

### 아리마 챌린지
아리마 챌린지는 인간 대 컴퓨터 아리마 챌린지에서 우승하는 최초의 컴퓨터 프로그램에 대해 2020년까지 매년 약 10,000달러의 상금이 주어질 예정이었다. 상금 조건의 일부로, 컴퓨터 프로그램은 표준 상업용 하드웨어에서 실행되어야 했다.
아리마 챌린지는 2004년부터 총 12회 개최되었다. 두 번째 경기 후, 사이드는 개별 자원봉사 방어자들의 심리적 압박을 줄이기 위해 소프트웨어가 세 명의 플레이어 각각을 상대로 세 게임 중 두 게임을 이겨야 하는 형식으로 변경했다. 또한 사이드는 더 큰 상금 기금을 마련하기 위해 아리마 챌린지의 외부 후원을 요청했다.
| 연도 | 상금    | 도전자 / 개발자              | 인간 방어자 (인간 랭크)                                                   | 결과        | 비고 |
| ---- | ------- | ---------------------------- | ------------------------------------------------------------------------- | ----------- | --- |
| 2004 | $10,000 | Bomb / 데이비드 포틀랜드     | 오마르 사이드 (1)                                                         | 0–8         | 사이드가 마지막 게임에서 토끼 핸디캡을 주고 이겼다. |
| 2005 | $10,000 | Bomb / 데이비드 포틀랜드     | 프랑크 하인만 (5)                                                         | 1–7         | 핸디캡 게임 없음 |
| 2006 | $17,500 | Bomb / 데이비드 포틀랜드     | 칼 융케 (1) 그레그 마그네 (2) 폴 메르텐스 (5)                             | 0–3 1–2     | 메르텐스가 마지막 게임에서 낙타 핸디캡을 주고 졌다. |
| 2007 | $17,100 | Bomb / 데이비드 포틀랜드     | 칼 융케 (1) 오마르 사이드 (9) 브렌던 M (12) N 시디키 (23)                 | 0–3 0–2 1–0 | 융케는 각각 개, 말, 낙타 핸디캡을 주고 세 게임 모두 이겼다. 사이드는 마지막 게임에서 고양이 핸디캡을 주고 이겼다. 시디키가 브렌던의 세 번째 게임에 대신 출전했다. |
| 2008 | $17,000 | Bomb / 데이비드 포틀랜드     | 장 달리골트 (2) 그레그 마그네 (3) 마크 미스트레타 (20) 오마르 사이드 (24) | 0–3 0–1 0–2 | 핸디캡 게임 없음. 사이드가 미스트레타의 마지막 두 게임에 대신 출전했다.                                                                                           |
| 2009 | $16,500 | Clueless / 제프 배처         | 장 달리골트 (1) 칼 융케 (2) 얀 마추라 (14) 오마르 사이드 (18)             | 0–2 1–2 0–1 | 융케가 두 번째 게임에서 개 핸디캡을 주고 졌다. 달리골트가 마지막 게임에서 말 핸디캡을 주고 이겼다. 사이드가 달리골트의 첫 게임에 대신 출전했다.                   |
| 2010 | $16,250 | Marwin / 마티아스 헐트그렌   | 그레그 마그네 (3) 루이-다니엘 스콧 (10) 패트릭 두덱 (23)                  | 0–3 1–2 2–1 | 스콧이 두 번째 게임에서 개 핸디캡을 주고 졌다. |
| 2011 | $11,000 | Marwin / 마티아스 헐트그렌   | 칼 융케 (3) 그레고리 클라크 (7) 토비 허드슨 (14)                          | 1–2 0–3     | 융케가 마지막 게임에서 고양이 핸디캡을 주고 졌다. |
| 2012 | $11,150 | Briareus / 리카르도 바레리아 | 장 달리골트 (1) 다카하시 히로후미 (2) 에릭 몸센 (5)                       | 0-3 3-0     | 다카하시가 마지막 게임에서 고양이 핸디캡을 주고 이겼다. |
| 2013 | $11,000 | Marwin / 마티아스 헐트그렌   | 매튜 브라운 (4) 그레그 마그네 (6) 매튜 크레이븐 (31)                      | 0-3 1-2     | 마그네가 마지막 게임에서 고양이 핸디캡을 주고 이겼다. 브라운이 마지막 게임에서 말 핸디캡을 주고 이겼다.                                                           |
| 2014 | $12,000 | Ziltoid / 리카르도 바레리아  | 칼 융케 (3) 사무엘 슐러 (12) 맥스 매뉴얼 (73)                             | 0-3 1-2     | 핸디캡 게임 없음. |
| 2015 | $12,000 | Sharp / 데이비드 우          | 매튜 브라운 (1) 장 달리골트 (4) 레프 루치카 (13)                          | 2-1 3-0     | 데이비드 우가 아리마 챌린지에서 우승했다. |

처음 다섯 번의 챌린지 주기에서 Many Faces of Go의 프로그래머인 데이비드 포틀랜드(David Fotland)는 아리마 컴퓨터 챔피언십에서 우승하여 상금 경쟁에 참여할 권리를 얻었지만, 매년 그의 프로그램이 결정적으로 패배하는 것을 보았다. 2009년에는 포틀랜드의 프로그램이 같은 해에 여러 새로운 프로그램들에게 추월당했으며, 그 중 가장 강력한 것은 제프 배처(Jeff Bacher)의 Clueless였다. 2004년부터 2008년까지 최고의 인간 플레이어들이 향상되면서 인간이 컴퓨터에 대한 우세의 폭이 매년 넓어지는 것처럼 보였지만, 2009년 아리마 챌린지는 더 경쟁적이었다. Clueless는 챌린지 경기에서 두 게임을 이긴 최초의 봇이 되었다.
2010년, 마티아스 헐트그렌(Mattias Hultgren)의 봇 마윈(Marwin)이 컴퓨터 챔피언십에서 클루리스를 간신히 이겼다. 챌린지 경기에서 마윈은 단일 인간 방어자를 상대로 세 게임 중 두 게임을 이긴 최초의 봇이 되었고, 전체 아홉 게임 중 세 게임을 이긴 최초의 봇이 되었다. 그러나 2011년 마윈은 아홉 게임 중 한 게임만 이겼는데, 그것도 재료 핸디캡을 받은 상태였다. 2012년 새로운 도전자 브리아레우스(Briareus)는 톱 텐 플레이어를 물리친 최초의 프로그램이 되었고, 다섯 번째 순위의 인간을 상대로 세 게임 모두를 쓸어버렸다. 그러나 2013년에는 인간들이 마윈에게 반격하여, 4위와 6위가 핸디캡 승리 포함하여 모두 쓸어버렸고, 31위는 세 게임 중 두 게임을 이겼다. 2014년에는 컴퓨터가 다시 두 게임을 이겼지만, 매치는 이기지 못했다.
2015년에 Sharp는 플레이 실력에서 상당한 도약을 이루었다. 전년도에 상위 두 컴퓨터 경쟁자와의 12경기에서 6승 6패를 기록한 후, Sharp는 2015년 컴퓨터 토너먼트에서 2위와 3위를 기록한 프로그램들을 상대로 13승 0패를 포함하여 무패를 기록했다. Sharp는 챌린지 이전의 인간 상대와의 스크리닝에서 29경기 중 27승을 거두며 압도적인 모습을 보였다. 챌린지 자체에서는 Sharp가 첫 6경기를 모두 이기며 세 미니 매치에서 승리를 확정했으며, 전체적으로 7승 2패를 기록하며 아리마 챌린지에서 우승했다. 우는 알고리즘을 설명하는 논문을 발표했고 ICGA Journal 38/1호의 대부분이 이 주제에 할애되었다. 이 알고리즘은 전통적인 알파-베타 가지치기 (4 플라이마다 진영 변경)와 인간 전문가 게임을 분석하여 수동으로 작성된 휴리스틱 함수를 결합했다.
딥마인드의 알파제로가 스스로 플레이하여 바둑, 체스, 쇼기를 마스터한 후, 오마르 사이드는 Sharp를 상대로 10게임 매치에서 승리할 수 있는 아리마 봇을 만드는 데 10,000달러의 상금을 발표했다. 이는 아직 이루어지지 않았다.

## 같이 보기
- 체스에서 영감을 받은 게임

## 내용주
1. ↑  상금 기금 서약의 역사는 다음과 같다: 2002년 오마르 사이드는 2020년까지 10,000달러를 약속했다; 2006년 이전에 오마르 사이드는 2010년까지 추가로 5,000달러를 약속했다; 2006년 이전에 폴 메르텐스는 2006년에 2,000달러, 2007년에 1,500달러, 2008년에 1,000달러, 2009년에 500달러, 2010년에 250달러를 약속했다; 2006년 이전에 칼 융케는 2006년에 500달러를 약속했다; 2007년 이전에 칼 융케는 2007년에 600달러를 약속했다; 2008년 이전에 칼 융케는 2008년에 1,000달러를 약속했다; 2009년 이전에 칼 융케는 2009년에 1,000달러를 약속했다; 2010년 이전에 칼 융케는 2010년에 1,000달러를 약속했다; 2011년 이전에 칼 융케는 2011년에 1,000달러를 약속했다
2. ↑  나열된 랭크에는 비활동 플레이어가 포함된다. 활동 플레이어만 대상으로 할 때, 2010년 랭크는 마그네(3), 스콧(9), 두덱(16)이었고, 2011년 랭크는 융케(3), 클라크(5), 허드슨(10)이었으며, 2012년 랭크는 나열된 것과 동일했고, 2013년 랭크는 브라운(3), 마그네(5), 크레이븐(17)이었고, 2014년 랭크는 융케(2), 슐러(10), 매뉴얼(33)이었으며, 2015년 랭크는 달리골트(3)와 루치카(10)였다.
3. ↑  매뉴얼은 인간 상대에게 게임 수가 너무 적어 정확한 순위 계산이 어려운 안티-컴퓨터 전문가였다.

## 추가 자료
- 위키책: 아리마 전략
- Daligault, Jean (2012). Arimaa Strategies and Tactics. CreateSpace Independent Publishing Platform. ISBN 145288417X
- Juhnke, Fritz (2009). 《Beginning Arimaa: Chess Reborn Beyond Computer Comprehension》. Flying Camel Publications. ISBN 978-0-9824274-0-8.
- Syed, Omar; Syed, Aamir (2003), “Arimaa – a New Game Designed to be Difficult for Computers”, 《International Computer Games Association Journal 26: 138–139》 (International Computer Games Association)